# Ardentes
 Ardentes  es una población y comuna francesa, en la región de  Centro, departamento de Indre, en el distrito de Châteauroux. Es el chef-lieu del cantón de su nombre, aunque Le Poinçonnet la supera en población.

## Demografía
| 1 056 | 1 002 | 909 | 1 179 | 2 162 | 1 089 | 2 297 | 2 480 | 2 546 | 2 561 | 2 681 | 2 449 | 2 617 | 2 682 | 2 647 | 2 677 | 2 665 | 2 655 | 2 679 | 2 725 | 2 504 | 2 327 | 2 237 | 2 247 | 2 710 | 2 725 | 2 852 | 2 720 | 2 780 | 3 269 | 3 511 | 3 323 | 3 616 |
| Para los censos de 1962 a 1999 la población legal corresponde a la población sin duplicidades (Fuente: INSEE [Consultar]) |       |     |       |       |       |       |       |       |       |       |       |       |       |       |       |       |       |       |       |       |       |       |       |       |       |       |       |       |       |       |       |       |